# Dossier A.
Dossier A. (イリヤッド-入矢堂見聞録-, Iriyaddo - Iriyadō kenbunroku) est un manga scénarisé par Garaku Toshusai (pseudonyme de Takashi Nagasaki, co-scénariste de 20th Century Boys et Monster avec Naoki Urasawa) et illustré par Osamu Uoto. Il a été prépublié entre 2002 et 2007 dans le magazine Big Comic Original de l'éditeur Shōgakukan puis compilé en quinze tomes. La version française a été éditée par Delcourt dans la collection Ginkgo entre octobre 2009 et juin 2013 .

## Histoire
Whilhelm Endre, un homme d'affaires autrichien, entreprend de retrouver l'Atlantide. Mais il se fait assassiner dans d'étranges circonstances. Quelques jours plus tard, Yuli, sa fille, se rend à Tokyo avec pour mission de trouver Iriya Shuzo, un ancien archéologue reconverti en antiquaire. Avec l'aide de ce dernier, elle compte bien accomplir la dernière volonté de son père : retrouver le continent perdu !

## Liste des volumes
| no                                                       | Japonais          | Japonais          | Français          | Français          |
| no                                                       | Date de sortie    | ISBN              | Date de sortie    | ISBN              |
| -------------------------------------------------------- | ----------------- | ----------------- | ----------------- | ----------------- |
| 1                                                        | 25 décembre 2002  | 4-09-186671-9     | 14 octobre 2009   | 978-2-7560-1844-7 |
| Titre du volume : Le continent perdu                     |                   |                   |                   |                   |
| 2                                                        | 28 février 2003   | 4-09-186672-7     | 13 janvier 2010   | 978-2-7560-1845-4 |
| Titre du volume : L'église du feu éternel                |                   |                   |                   |                   |
| 3                                                        | 30 juillet 2003   | 4-09-186673-5     | 14 avril 2010     | 978-2-7560-1846-1 |
| Titre du volume : Les poèmes de Solon                    |                   |                   |                   |                   |
| 4                                                        | 29 novembre 2003  | 4-09-186674-3     | 30 juin 2010      | 978-2-7560-1974-1 |
| Titre du volume : L'île de Yuriwaka                      |                   |                   |                   |                   |
| 5                                                        | 30 avril 2004     | 4-09-186675-1     | 18 août 2010      | 978-2-7560-1975-8 |
| Titre du volume : L'inaccessible vérité                  |                   |                   |                   |                   |
| 6                                                        | 29 octobre 2004   | 4-09-186676-X     | 10 novembre 2010  | 978-2-7560-1976-5 |
| Titre du volume : Le lapin rouge                         |                   |                   |                   |                   |
| 7                                                        | 28 janvier 2005   | 4-09-186677-8     | 2 décembre 2010   | 978-2-7560-1977-2 |
| Titre du volume : Les anciens accusateurs                |                   |                   |                   |                   |
| 8                                                        | 30 juin 2005      | 4-09-186678-6     | 9 mars 2011       | 978-2-7560-2241-3 |
| Titre du volume : Le trésor des Templiers                |                   |                   |                   |                   |
| 9                                                        | 30 septembre 2005 | 4-09-186679-4     | 8 juin 2001       | 978-2-7560-2242-0 |
| Titre du volume : Le film de Schliemann                  |                   |                   |                   |                   |
| 10                                                       | 28 février 2006   | 4-09-180205-2     | 21 septembre 2011 | 978-2-7560-2243-7 |
| Titre du volume : La déesse à la chouette                |                   |                   |                   |                   |
| 11                                                       | 28 juillet 2006   | 4-09-180619-8     | 11 janvier 2012   | 978-2-7560-2244-4 |
| Titre du volume : Le pot de Salomon                      |                   |                   |                   |                   |
| 12                                                       | 30 novembre 2006  | 4-09-180819-0     | 16 mai 2012       | 978-2-7560-2245-1 |
| Titre du volume : La carte du paradis                    |                   |                   |                   |                   |
| 13                                                       | 28 février 2007   | 978-4-09-181099-1 | 22 août 2012      | 978-2-7560-2246-8 |
| Titre du volume : La tombe de l'empereur Qin             |                   |                   |                   |                   |
| 14                                                       | 27 avril 2007     | 978-4-09-181208-7 | 16 janvier 2013   | 978-2-7560-2247-5 |
| Titre du volume : Le royaume de la colonne               |                   |                   |                   |                   |
| 15                                                       | 30 juillet 2007   | 978-4-09-181385-5 | 12 juin 2013      | 978-2-7560-2248-2 |
| Titre du volume : Toutes les énigmes. La dernière énigme |                   |                   |                   |                   |